# Pietro II di Russia
Pietro II Alekseevič Romanov (in russo Пётр II Алексеевич Романов?, Pëtr II Alekseevič Romanov pronuncia: /'pʲɔtr ftʌ'rɔj alʲɛ'ksʲɛjɛviʧ rʌ'manəf/; San Pietroburgo, 23 ottobre 1715 – Mosca, 30 gennaio 1730) è stato imperatore di Russia dal 18 maggio 1727 alla sua morte.
Nipote dello zar Pietro I e figlio dello zarevic Aleksej Petrovič e della principessa tedesca Sofia Carlotta di Brunswick-Wolfenbüttel, fu l'ultimo rappresentante della famiglia dei Romanov in una linea maschile diretta.
Salì al trono il 17 maggio 1727, quando aveva solo 11 anni, e morì all'età di 14 anni per il vaiolo. Durante il suo breve regno, ebbe modo di mostrare un certo interesse per gli affari di Stato, ma non riuscì mai a governare da solo. Il potere dello Stato rimase nelle mani di un consiglio supremo ed in particolare di alcuni dei favoriti dello zar, dapprima Aleksandr Danilovič Menšikov e, dalla sua caduta in disgrazia, dai membri della famiglia Dolgorukov.

## Biografia

### I primi anni

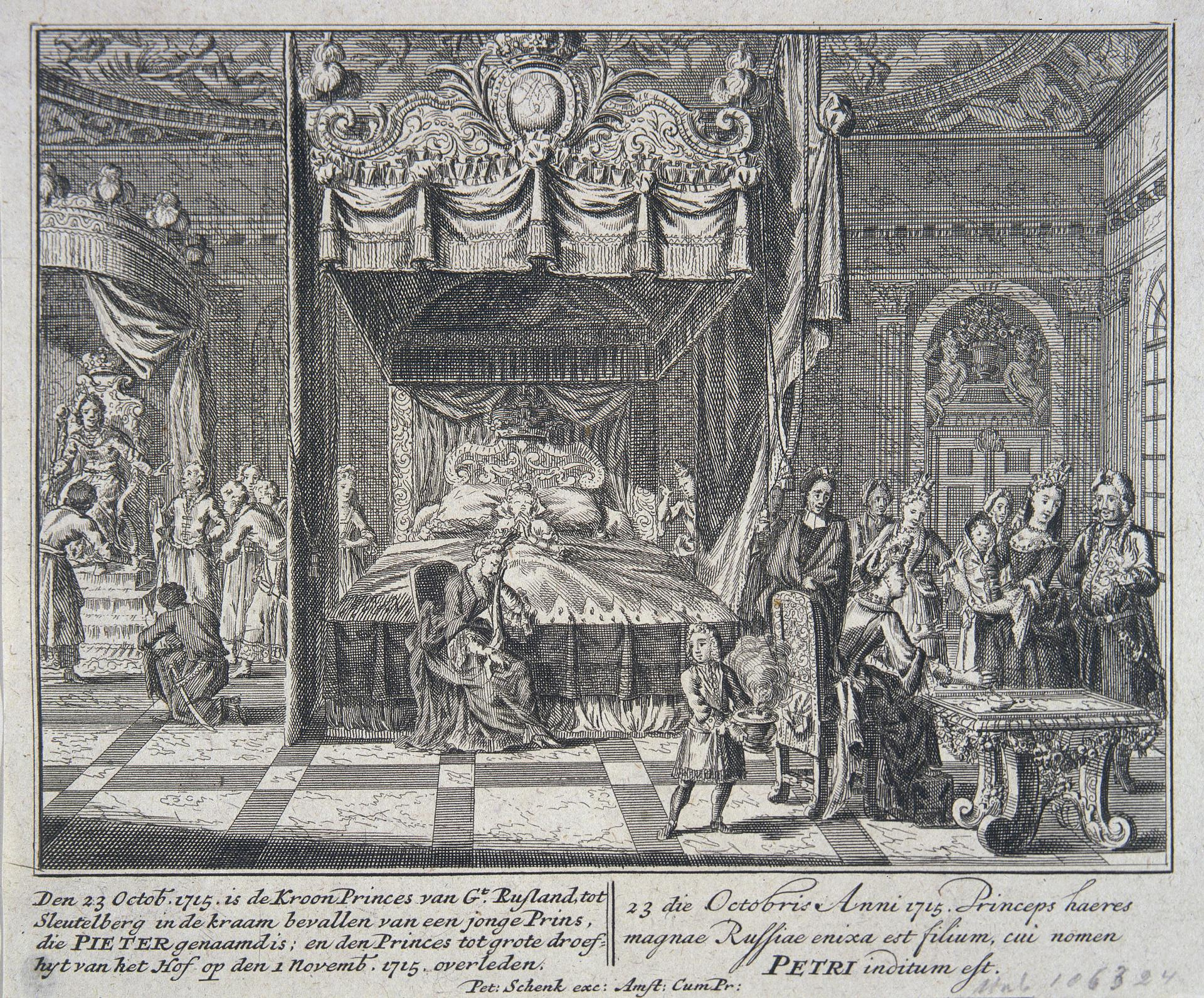
Stampa raffigurante la nascita dello zarevic Pietro nel 1715

Pietro II era l'unico figlio maschio dello zarevic Aleksej Petrovič Romanov, figlio a sua volta di Pietro il Grande e della sua prima moglie, l'imperatrice consorte Evdokija Lopuchina, e di Carlotta Cristina (1694 – 1715), figlia del duca Luigi Rodolfo di Brunswick-Lüneburg e cognata di Carlo VI d'Asburgo. Egli era l'unico erede in linea maschile di Pietro il Grande. Egli era quindi cugino di primo grado della futura imperatrice Maria Teresa d'Austria.
Pietro II nacque a San Pietroburgo il 23 ottobre 1715 e sua madre morì dieci giorni dopo il suo parto. Il futuro erede al trono russo, assieme alla sorella maggiore Natal'ja, non fu il frutto dell'amore dei suoi genitori quanto piuttosto il risultato dei negoziati diplomatici tra Pietro I, il re polacco Augusto II e l'imperatore Carlo VI del Sacro Romano Impero, ciascuno dei quali era desideroso di intessere stretti legami con l'impero russo per proprie ragioni.

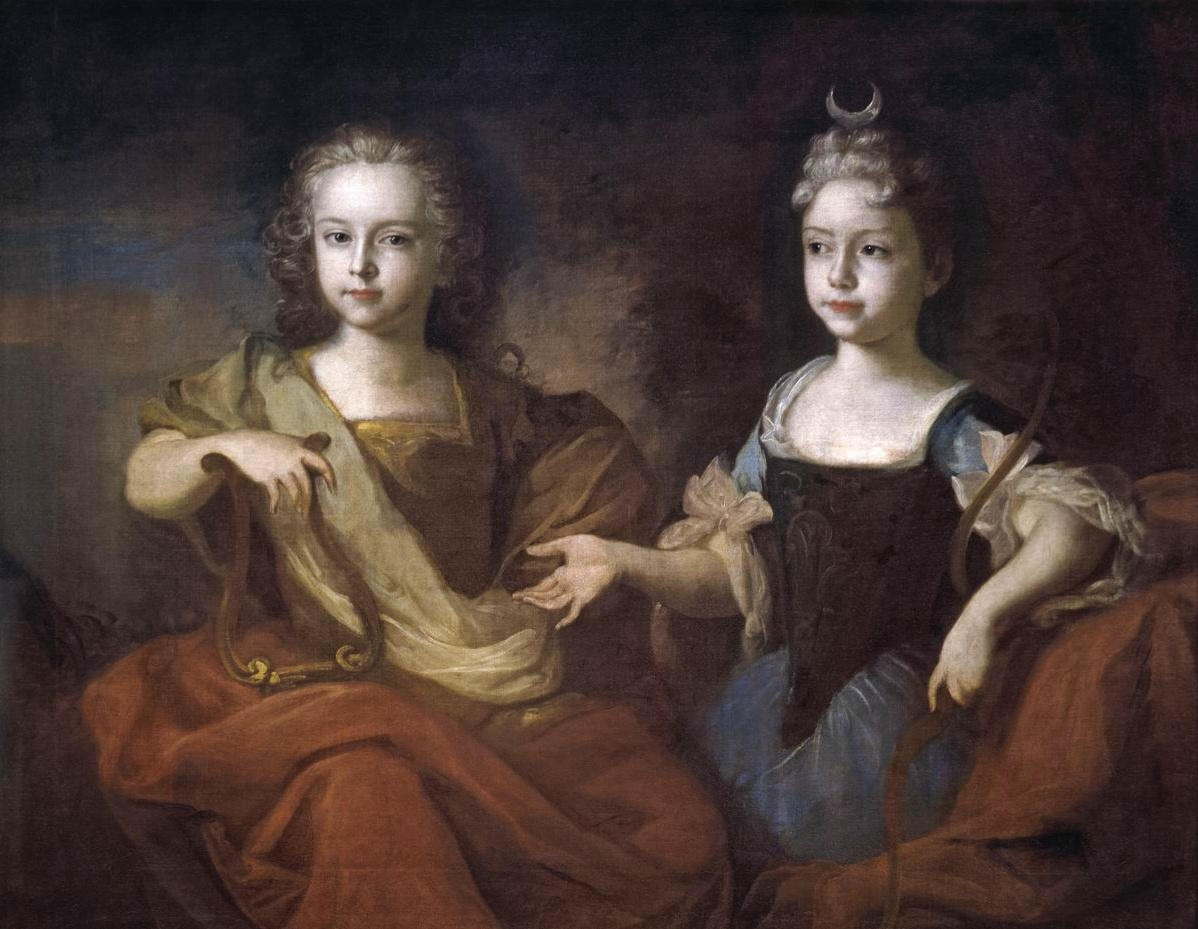
Pietro e sua sorella Natal'ja in un doppio ritratto dell'inizio del XVIII secolo dipinto da Louis Caravaque.

Del resto i nomi dei due figli nati dalla coppia, erano gli stessi dello zar Pietro I e di sua sorella che egli amava particolarmente, la principessa Natal'ja Alekseevna. 17 giorni dopo la nascita del giovane erede al trono, Pietro I ebbe un altro figlio che chiamò anch'egli Pietro, dimostrando di voler dare continuità al trono ignorando completamente la nascita dell'erede. Quando ad ogni modo il figlio di Pietro il Grande morì nel 1718, egli fu costretto a riconoscere il giovane nipote come unico legittimo erede.
Per quanto riguarda la giovinezza, il piccolo zarevic Pietro, orfano, venne tenuto in reclusione. Suo nonno, Pietro il Grande, lo aveva sistematicamente ignorato. Le sue governanti erano la figlia di un oste e quella di un vinaio, entrambe provenienti dal quartiere tedesco di Mosca. A queste si aggiungeva come tutore un marinaio di nome Norman che gli diede i primi rudimenti di navigazione. La scelta di questi personaggi di dubbia competenza era stata disposta direttamente dallo zarevic Alessio il quale, in sfregio alle riforme ed alla voglia di occidentalismo del padre, aveva voluto lanciare un chiaro messaggio alla corte. Dopo la morte dello zarevic Alessio nel 1718 (condannato dallo zar suo padre per tradimento), Pietro I tornò a tributare una certa attenzione al giovane nipote, disponendo l'allontanamento delle persone che gli erano state affiancate e ordinando al principe Menšikov che si occupasse di trovargli dei tutori adeguati nelle persone di Semën Semënovič Mavrin e del rifugiato ungherese Janos Zeikin (1670-1739), il quale in particolar si dimostrò essere un insegnante coscienzioso. Inoltre, egli poté contare sempre sulla presenza della sorella maggiore Natalja, cui era molto legato. Pietro I si preoccupò personalmente di sovrintendere all'educazione del nipote e quando avviò delle verifiche sull'operato dei tutori del giovane granduca, si accorse che egli quasi non era in grado di esprimersi nella lingua russa, conoscendo solo vagamente un po' di tedesco ed avendo approfondito in particolare il latino. Lo zar divenne furioso e bastonò personalmente Mavrin e Zeikin per la loro negligenza, ma il giovane Pietro non ebbe altri insegnanti assegnatigli.
Il 16 febbraio 1722, per tutelare i diritti dell'adorata moglie Caterina e delle sue figlie, e per mostrare ancora una volta quanto nella sua mente la figura del giovane Pietro fosse solo relativa, Pietro I emise un decreto imperiale per modificare la successione al trono (che rimarrà in uso sino alla fine del XVIII secolo) col quale abolì l'antica usanza di passare il trono per discendenza maschile diretta, permettendo la nomina di qualsiasi persona degna come erede per volontà del monarca. Con tale atto, Pëtr Alekseevič venne formalmente privato dei diritti al trono che gli competevano per nascita, ma la questione dell'erede rimase aperta. Pietro, infatti, morendo improvvisamente nel 1725, non lasciò scritto il nome del suo erede.

### L'ascesa al trono

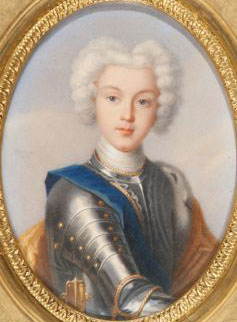
Il giovane zar Pietro II in una miniatura d'epoca

Durante il regno di Caterina I, Pietro venne perlopiù ignorato; ma, pochi anni prima della di lei morte, divenne chiaro che l'erede di Pietro il Grande non poteva essere tenuto in prigionia ancora per molto e che era necessario prepararlo adeguatamente alla successione, dal momento che ogni altro erede maschio della famiglia era morto. La maggioranza della nazione e i tre quarti della nobiltà si erano schierati dalla parte del giovane Pietro, mentre suo zio, l'imperatore Carlo VI, attraverso l'ambasciatore imperiale a San Pietroburgo, persistentemente espose i propri reclami alla corte russa, forse nella speranza di porre un Asburgo anche sul trono di Russia. Il problema venne risolto da Aleksandr Danilovič Menšikov e dal conte Andrej Ivanovič Osterman; il 18 maggio 1727 Pietro II, secondo le ultime volontà di Caterina I, un giorno dopo la morte della zarina, venne proclamato suo legittimo successore.
Al non facile compito di ascendere al trono, il giovane granduca venne preparato da Andrej Ivanovič Osterman che si occupò personalmente dell'istruzione del giovane futuro sovrano come suo istitutore, con un dettagliato programma formativo che comprendeva lo studio della storia, della geografia, della matematica e della geometria:
(Andrej Osterman. Piano di istruzione per Pietro II)
Per la parte matematico-geometrica, Pietro II venne affiancato dal celebre matematico prussiano Christian Goldbach.
Questo piano formativo per il giovane futuro zar prevedeva anche attività di intrattenimento come il biliardo, la caccia e altro.
(Andrej Osterman. Piano di istruzione per Pietro II)
Secondo il piano elaborato da Osterman, Pietro avrebbe dovuto partecipare alle riunioni del Consiglio Privato Supremo dell'impero russo ogni mercoledì e ogni venerdì, ma in realtà vi comparve una volta sola in tutto il suo regno (il 2 luglio 1727). È risaputo che il giovane zar non amasse studiare, preferendo divertirsi e dedicarsi alla caccia, attività ove era accompagnato dal giovane Ivan Alekseevič Dolgorukov e dalla zia diciassettenne, Elisabetta.

### Il regno
Pietro II non fu mai in grado di governare autonomamente perché limitato dal potere praticamente illimitato posto nelle mani dei suoi vari tutori. Come sotto il regno di Caterina I, lo stato russo venne governato dall'inerzia. I cortigiani cercarono di seguire i precetti di Pietro il Grande, ma una delle sfide più ardue si dimostrò proprio cercare di conservare nel tempo il sistema politico creato dal defunto zar, il quale mostrava chiaramente tutte le proprie criticità.
Il periodo della reggenza di Menšikov non fu molto diverso dal regno di Caterina I, solo egli seppe guadagnare molta più influenza sul giovane sovrano. Dopo la sua caduta in disgrazia, quando i Dolgorukov salirono al potere, la situazione sembrò cambiare radicalmente e in peggio. Alcuni storici sono infatti inclini a definire gli ultimi anni del regno di Pietro II come il "regno boiardo": in quegli anni difficili, infatti, si iniziò a ripristinare tutto ciò che Pietro I aveva fortemente criticato, nella speranza di poter riportare in auge le tradizioni dell'antica Russia contro le modernità fortemente volute dallo zar all'inizio del secolo. L'aristocrazia boiarda, infatti, rafforzò la propria influenza a corte e anche il clero iniziò a riguadagnare terreno sociale. Per contro, l'esercito e in particolare la flotta caddero in rovina; la corruzione e l'appropriazione indebita fiorirono.

### Il governo con Menšikov

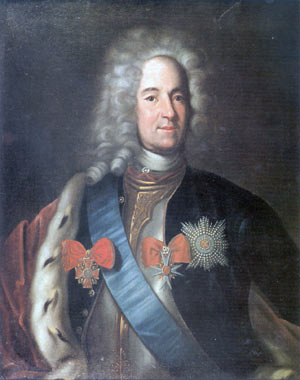
Aleksandr Danilovič Menšikov, vero detentore del potere in Russia nel primo anno di regno del giovane Pietro II

Il senato, il consiglio privato e le guardie stabilirono un'alleanza tra di loro per risolvere il problema della successione dell'erede al trono. Seguendo le disposizioni della defunta Caterina I, l'educazione del giovane zar venne affidata ad Anna ed Elisabetta, zie del giovane zar, nonché al vice cancelliere di stato Menšikov, il quale detenne effettivamente il vero potere, prendendosi personalmente cura di Pietro II nel proprio palazzo sull'Isola Vasil'evskij. Investito del massimo potere, Menšikov era sempre più intenzionato a favorire l'ascesa propria e della propria famiglia nella politica russa dell'epoca e per fare questo aveva intenzione di far sposare il giovane zar con sua figlia, Maria (la quale era già stata promessa sposa al ricco magnate russo Piotr Paweł Sapieha). Per fare ciò, ad ogni modo, si assicurò la mancanza di ambizioni politiche di Elisabetta e allontanò con un pretesto Anna, costringendola a portarsi a Kiel con suo marito, malgrado fosse incinta di suo figlio Pietro Ulrico (futuro zar Pietro III). Oltre a ciò, il ministro riuscì ad allontanare anche Anna Ioanovna, figlia dello zar Ivan V (fratellastro maggiore di Pietro I e sovrano di Russia fino al 1696), alla quale venne addirittura proibito di portarsi a Mosca per rendere omaggio al nipote da poco asceso al trono. Il barone Petr Shafirov, presidente della camera di commercio nazionale e da lungo tempo nemico di Menšikov, venne trasferito nella città di Arcangelo, formalmente per costituire una società per la caccia alle balene, ma in realtà con la finalità di essere allontanato da corte. Il fidanzamento ufficiale tra Pietro e la giovane principessa venne ufficializzato il 5 giugno 1726 quando gli sposi avevano rispettivamente 11 e 15 anni. La giovane ricevette il trattamento di "Altezza imperiale" e una pensione annua di mantenimento di 34 000 rubli. Nel tentativo di accondiscendere nei suoi piccoli desideri il futuro imperatore, Menšikov si occupò personalmente del trasferimento di Evdokija Fëdorovna Lopuchina, nonna dello zarevic Pietro a cui egli era particolarmente affezionato, dalla Fortezza di Orešek dove era stata confinata dal marito, Pietro il Grande, al Monastero di Novodevičij dove ottenne delle migliori condizioni di vita ed un trattamento degno del suo rango.

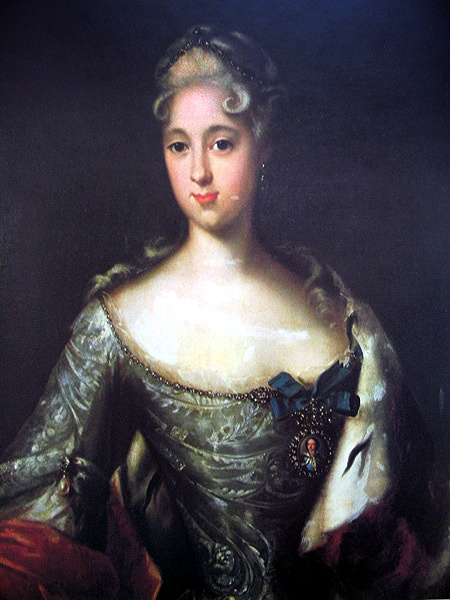
Maria Aleksandrovna Menšikova, figlia di Aleksandr Danilovič Menšikova e prima promessa sposa di Pietro II

Sotto la reggenza di Menšikov, la Russia iniziò ad ammorbidire il proprio codice penale, ad esempio attenuando le pene per gli insoluti arretrati e proibendo per decreto imperiale di mostrare "con scopo intimidatorio" i corpi smembrati delle persone giustiziate in quanto considerato una "pratica barbara".
Menšikov, inoltre, fu particolarmente attento al rafforzamento del suo controllo personale sull'istituto delle esenzioni fiscali. Non gli riuscì di far passare una legge con la quale il governo avrebbe nominato dei suoi rappresentanti locali per la riscossione delle tasse, ma tale compito venne infine delegato ai governatori regionali, provinciali e locali.
Il dazio protezionistico del 37,5% imposto da Pietro I sulla canapa e sui filati inviati all'estero venne ridotto al 5%.
Menšikov approfittò della sua carica per farsi nominare generalissimo e comandante dell'esercito russo, riservando le nomine a marescialli di campo per i principi Trubeckoj, Dolgorukov e Minich.
Fu sempre Menšikov a introdurre una dieta in Livonia ed a ripristinare l'etmanato in Ucraina. Queste decisioni furono dettate essenzialmente dalla necessità di legare livoniani e ucraini al governo russo in previsione dell'imminente guerra russo-turca che già si profilava nel panorama bellico internazionale.

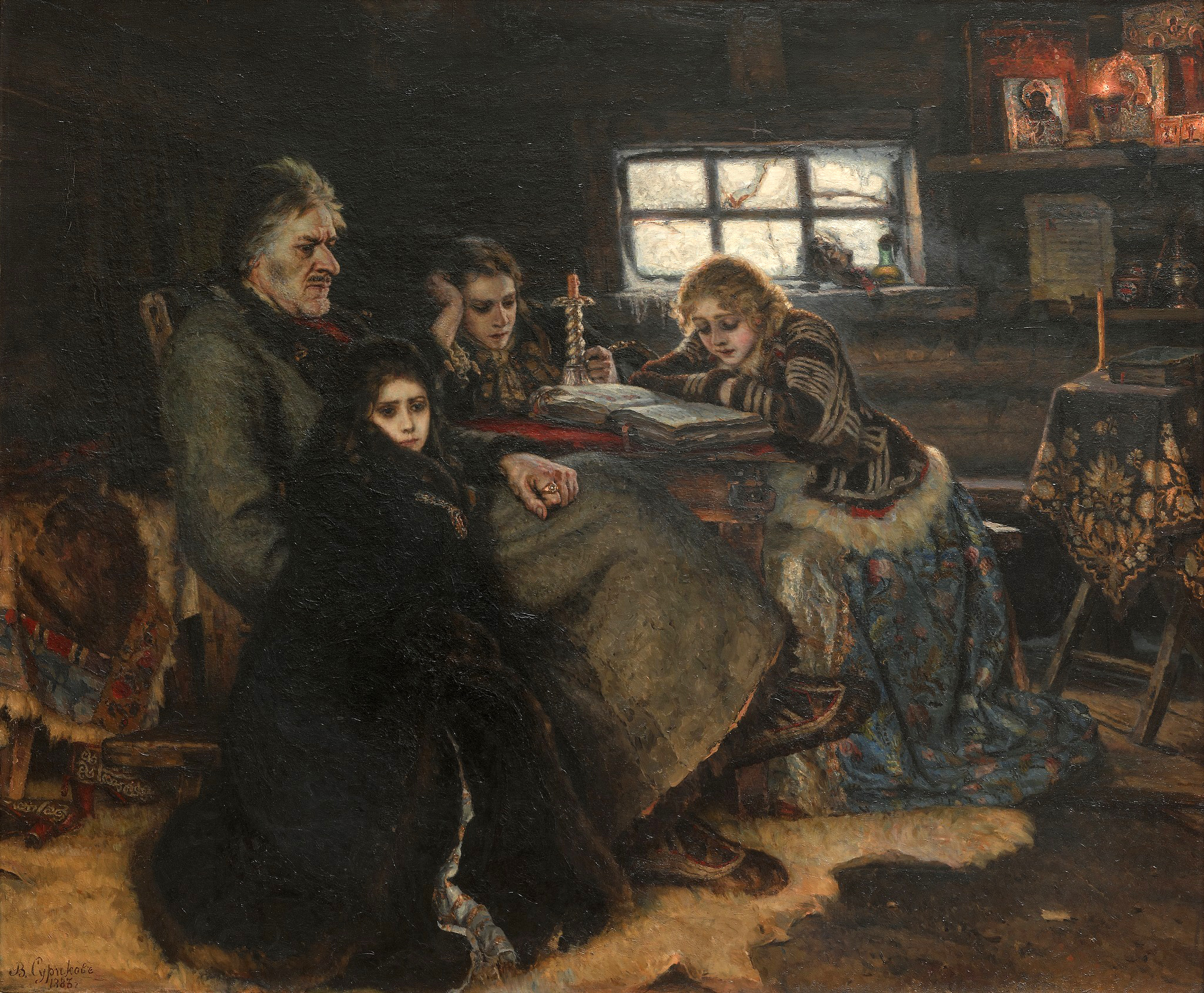
Menšikov a Berëzovo, dipinto di Vasilij Ivanovič Surikov del 1883

I progetti di Menšikov, compreso quello matrimoniale per il giovane Pietro, ad ogni modo, vennero infranti dalla sua caduta in disgrazia (21 settembre 1727). Alle origini di questa discesa del generalissimo vi fu essenzialmente una sostanziale presa di coscienza del giovane zar (su consiglio della zia Elisabetta) oltre che le eccessive pretese di Menšikov legate al matrimonio tra il giovane Pietro e sua figlia. Nel suo diario, Pietro II scriveva in riferimento alla giovane promessa sposa: "La amo nella mia anima, ma l'affetto è superfluo; Menšikov sa che non ho intenzione di sposarmi prima dei 25 anni". Per queste crescenti discrepanze, Pietro ordinò al consiglio supremo dello stato russo di trasferire tutti i suoi averi presenti a palazzo Menšikov alla reggia di Peterhof ed ordinò che nessuno elargisse denaro dello stato a nessuna persona senza un decreto personalmente firmato dall'imperatore.
A questo si aggiunse il fatto che, nell'estate del 1727, Menšikov si ammalò e durante le cinque o sei settimane della sua assenza, i suoi oppositori a corte, portarono a conoscenza del giovane sovrano le minute degli interrogatori allo zarevic Alessio, padre di Pietro II, a cui Menšikov aveva partecipato personalmente. Il 19 settembre di quello stesso anno, Menšikov venne accusato di tradimento ed appropriazione indebita e venne esiliato con tutta la sua famiglia (compresa Maria, con la quale venne rotto ufficialmente il fidanzamento) nella città siberiana di Berëzovo, nel territorio di Tobol'sk.
Studiosi come E.V. Anisimov, hanno notato come probabilmente dietro la caduta di Menšikov ci fossero mai esperte come quelle di Andrej Osterman.
Dopo la caduta di Menšikov, anche Evdokija Fëdorovna Lopuchina poté recuperare parte della propria influenza sul nipote, il quale le concedette il titolo di regina madre.

### Il governo con i Dolgorukov

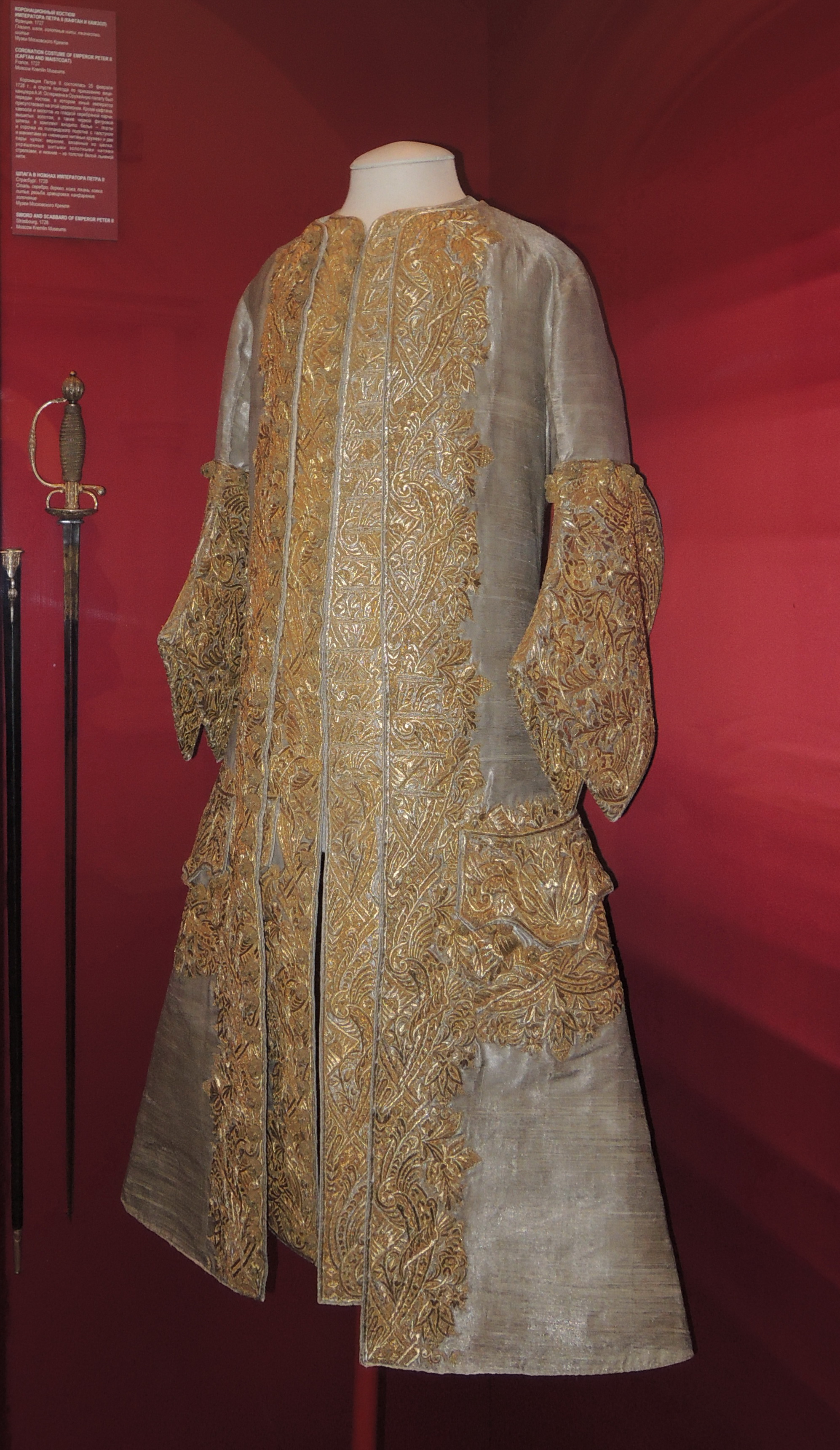
L'abito dell'incoronazione indossato da Pietro II nel 1727; Museo del Cremlino, Mosca

Dopo la caduta di Menšikov, Pietro venne affidato alle cure ugualmente scrupolose (e largamente interessate) del principe Aleksej Grigor'evič Dolgorukov e di suo figlio Ivan, che come primo gesto lo portarono da San Pietroburgo a Mosca. L'incoronazione di Pietro avvenne infatti in questa città il 25 febbraio 1728, nella Cattedrale della Dormizione; la decisione di svolgere questo momento così importante per la vita del sovrano e del regno nell'antica capitale era dovuta al fatto che l'aristocrazia russa, che de facto aveva il potere, era intenzionata a ribadire pubblicamente il proprio ritorno in auge ed a far tornare le istituzioni nella vecchia capitale dell'impero. La cerimonia, fastosa, venne seguita da un notevole entourage di corte per mostrare proprio la presenza di molti sostenitori allo zar, sostenitori che volevano innanzitutto mostrare la loro potenza a corte.
Il 3 dicembre 1728, morì Natal'ja, sorella dello zar Pietro II a cui egli era particolarmente legato e l'unica, secondo i contemporanei, che aveva una qualche influenza benefica su di lui e sul suo governo.
Dopo essersi trasferiti a Mosca, i Dolgorukov acquisirono un notevole potere: il 14 febbraio 1728, i principi Vasilij Lukič e Aleksej Grigor'evič Dolgorukov vennero nominati membri del Supremo Consiglio Privato dello zar ed il 22 febbraio di quello stesso anno il giovane principe Ivan Alekseevič fu nominato capo camera da letto.
La caduta di Menšikov aveva contribuito ad avvicinare Pietro ad Anna Petrovna, della quale aveva saputo in quello stesso anno che aveva dato alla luce un figlio (il futuro Pietro III). Pietro scrisse una lettera di congratulazioni al duca di Holstein per la recente nascita del figlio e colse l'occasione per deprecare il trattamento loro riservato sotto l'amministrazione di Menšikov.
Nel periodo di governo di Pietro II sotto l'amministrazione dei principi Dolgorukov, lo zar pensò molto a divertirsi e ben poco agli affari di stato. Gli stessi Dolgorukov, e in particolare Ivan Alekseevič, parlarono indignati dei continui divertimenti dell'imperatore, ma, tuttavia, si guardarono bene dall'interferire con lui e non lo costrinsero a impegnarsi negli affari pubblici, riservandosene la gestione completa.
Secondo lo storico Solov'ëv, anche gli ambasciatori stranieri si accorsero di questa situazione. Un rapporto dell'epoca citava: "Tutto in Russia è in uno stato di terribile frustrazione: lo zar non si occupa degli affari di stato e non ha intenzione di occuparsene; nessuno paga e Dio solo sa come faranno a non tracollare le finanze; tutti cercano solo di rubare il più possibile. Tutti i membri del Consiglio Supremo sono male marce e non si impegnano; anche altre istituzioni dello stato si sono bloccate; ognuno fa ciò che gli viene in mente di fare". Nel 1728, l'ambasciatore sassone Lefort paragonava la Russia del regno di Pietro II ad una nave trasportata dai venti, mentre l'equipaggio ed il suo capitano dormono e bevono:
(Lefort, ambasciatore di Sassonia)

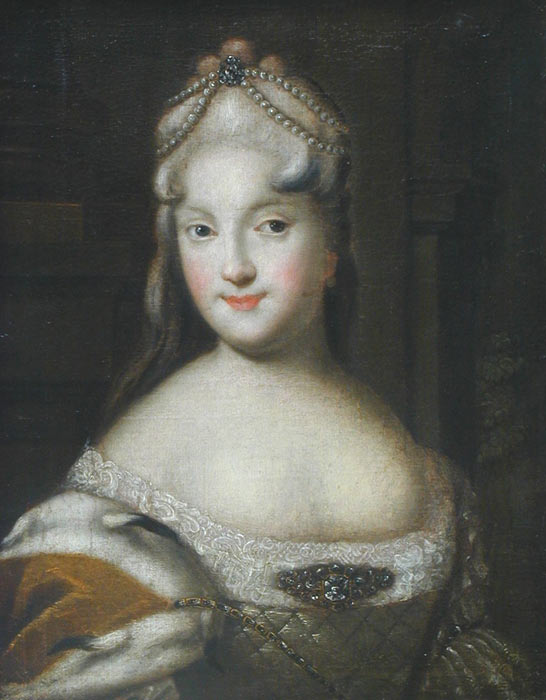
Ekaterina Alekseevna Dolgorukova, seconda promessa sposa di Pietro II

L'esercito e la marina si trovavano in un profondo stato di crisi: il collegio militare, dopo l'esilio di Menšikov, era rimasto senza un presidente e, dopo che la capitale fu trasferita a Mosca, anche senza un vicepresidente, mentre l'esercito soffriva di gravi mancanze come la carenza di munizioni ed il licenziamento di molti giovani ufficiali capaci. Pietro non era interessato all'esercito e nemmeno la predisposizione delle manovre militari nei pressi di Mosca nella primavera del 1729 seppe attirare la sua attenzione. La costruzione di nuove navi per la marina militare nazionale venne interrotta, limitandosi al varo di alcune galee. Anche il trasferimento della capitale a Mosca non contribuì certamente allo sviluppo della flotta. Quando Osterman avvertì Pietro II che la flotta era sul punto di scomparire a causa dello spostamento della capitale e del principale porto di Russia, lo zar rispose "Quando sarà necessario l'uso delle navi, andrò personalmente in mare; ma non ho intenzione di camminarci sopra come fece mio nonno".
Il regno di Pietro II fu inoltre funestato da una serie di disastri: il 4 maggio 1729 a Mosca scoppiò un tremendo incendio nel quartiere tedesco che, una volta spento, consentì ai soldati affamati di appropriarsi di oggetti di valore ritrovati nelle case colpite dai danni del fuoco. Solo l'arrivo dello zar sul posto impedì ulteriori ruberie. Quando Pietro venne informato delle rapine, ordinò subito che gli autori dei furti fossero arrestati, ma Ivan Dolgorukov che era il capitano della guardia, cercò subito di mettere a tacere la questione temendo di esserne incolpato anch'egli. Casi simili si verificarono anche in altre parti dell'impero nei medesimi anni.
A livello dell'amministrazione statale, la corruzione su larga scala e l'appropriazione indebita fiorirono. Nel dicembre del 1727 iniziò il processo contro l'ammiraglio Matvej Zmaevič il quale aveva abusato della propria posizione per appropriarsi indebitamente di denaro pubblico.

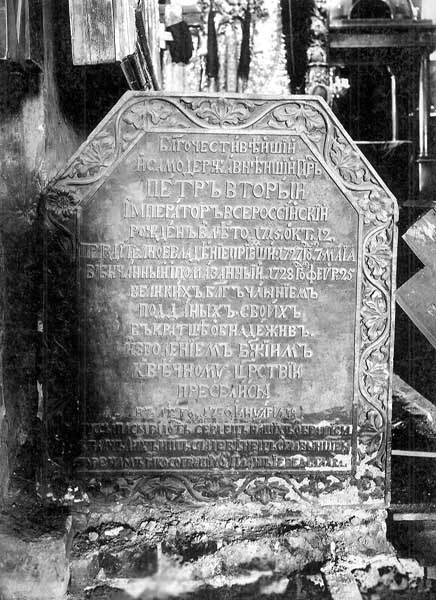
Iscrizione sulla tomba di Pietro II nella cattedrale dell'Arcangelo Michele al Cremlino.

Su istigazione di Ivan Alekseevič Dolgorukov, suo amico e tutore, decise di sposarne la sorella, la principessa Ekaterina Alekseevna Dolgorukova, e il matrimonio venne fissato per il 30 gennaio 1730. Era chiaro che Pietro II non fosse interessato al matrimonio ed aveva mantenuto un atteggiamento tiepido nei confronti della stessa Ekaterina, sostenuto in questo dalla zia Elisabetta Petrovna che non aveva mai approvato questi giochi di potere sul nipote. Ma lo zar morì di vaiolo di cui soffriva già dal dicembre del 1729. Sul letto di morte, venne addirittura fatto ogni sforzo per tentare di far rimanere incinta la moglie dello zar e dare quindi un erede alla Russia, ma senza successo. Pietro venne sepolto nella cattedrale dell'Arcangelo Michele al Cremlino, unico zar dopo Pietro il Grande che godette di questo onore. Infatti da Ivan VI (che venne ucciso e sepolto nella fortezza di Schlüsselburg), egli è l'unico degli zar dopo Pietro I a non essere stato sepolto nella cattedrale dei Santi Pietro e Paolo a San Pietroburgo.
Con la morte di Pietro, la linea diretta per successione maschile dei Romanov si estinse. Gli successe Anna Ivanovna, figlia del fratellastro di Pietro il Grande, Ivan V.

## Pietro II nel cinema
| Anno      | Film                                   | Attore                              | Note                 |
| --------- | -------------------------------------- | ----------------------------------- | -------------------- |
| 1986      | Mikhaylo Lomonosov                     | Kirill Kozakov                      | Miniserie televisiva |
| 2000-2011 | Tajny dvorcovych perevorotov           | Ivan Sinicyn (Pietro bambino)       | Serie televisiva     |
| 2000-2011 | Tajny dvorcovych perevorotov           | Dmitriy Verkeyenko (Pietro ragazzo) | Serie televisiva     |
| 2011      | Zapiski ekspeditora Tajnoj kanceljarij | Andrej Natocinskij                  | Serie televisiva     |
| 2013      | Romanovy                               | Velimir Rusakov                     | Serie televisiva     |

## Ascendenza
|                                             |                                      |                                                              | Genitori                                          |  |  | Nonni |  |  | Bisnonni            |  |  | Trisnonni           |  |
|                                             |                                      |                                                              |                                                   |  |  |       |  |  | Alessio I di Russia |  |  | Michele I di Russia |  |
|                                             |                                      |                                                              |                                                   |  |  |       |  |  | Alessio I di Russia |  |  | Michele I di Russia |  |
|                                             |                                      | Evdokija Luk'janovna Strešnëva                               |                                                   |  |  |       |  |  | Alessio I di Russia |  |  |                     |  |
| Pietro I di Russia                          |                                      |                                                              |                                                   |  |  |       |  |  | Alessio I di Russia |  |  |                     |  |
|                                             |                                      | Natal'ja Kirillovna Naryškina                                | Kirill Poluektovič Naryškin                       |  |  |       |  |  |                     |  |  |                     |  |
|                                             |                                      | Natal'ja Kirillovna Naryškina                                | Kirill Poluektovič Naryškin                       |  |  |       |  |  |                     |  |  |                     |  |
|                                             |                                      | Natal'ja Kirillovna Naryškina                                | Anna Leont'evna Leont'eva                         |  |  |       |  |  |                     |  |  |                     |  |
| Aleksej Petrovič Romanov                    |                                      | Natal'ja Kirillovna Naryškina                                |                                                   |  |  |       |  |  |                     |  |  |                     |  |
|                                             |                                      | Fëdor Abramovič Lopuchin                                     | Abram Lopuchin                                    |  |  |       |  |  |                     |  |  |                     |  |
|                                             |                                      | Fëdor Abramovič Lopuchin                                     | Abram Lopuchin                                    |  |  |       |  |  |                     |  |  |                     |  |
|                                             |                                      | Fëdor Abramovič Lopuchin                                     |                                                   |  |  |       |  |  |                     |  |  |                     |  |
| Evdokija Fëdorovna Lopuchina                |                                      | Fëdor Abramovič Lopuchin                                     |                                                   |  |  |       |  |  |                     |  |  |                     |  |
|                                             |                                      | Ustinija Bogdanovna Rtiščeva                                 | Bogdan Rtiščev                                    |  |  |       |  |  |                     |  |  |                     |  |
|                                             |                                      | Ustinija Bogdanovna Rtiščeva                                 | Bogdan Rtiščev                                    |  |  |       |  |  |                     |  |  |                     |  |
|                                             |                                      | Ustinija Bogdanovna Rtiščeva                                 |                                                   |  |  |       |  |  |                     |  |  |                     |  |
| Pietro II di Russia                         |                                      | Ustinija Bogdanovna Rtiščeva                                 |                                                   |  |  |       |  |  |                     |  |  |                     |  |
|                                             | Antonio Ulrico di Brunswick-Lüneburg | Augusto di Brunswick-Lüneburg                                |                                                   |  |  |       |  |  |                     |  |  |                     |  |
|                                             | Antonio Ulrico di Brunswick-Lüneburg | Augusto di Brunswick-Lüneburg                                |                                                   |  |  |       |  |  |                     |  |  |                     |  |
|                                             | Antonio Ulrico di Brunswick-Lüneburg | Dorotea di Anhalt-Zerbst                                     |                                                   |  |  |       |  |  |                     |  |  |                     |  |
| Luigi Rodolfo di Brunswick-Lüneburg         | Antonio Ulrico di Brunswick-Lüneburg |                                                              |                                                   |  |  |       |  |  |                     |  |  |                     |  |
|                                             |                                      | Elisabetta Giuliana di Schleswig-Holstein-Sonderburg-Norburg | Federico di Schleswig-Holstein-Sonderburg-Norburg |  |  |       |  |  |                     |  |  |                     |  |
|                                             |                                      | Elisabetta Giuliana di Schleswig-Holstein-Sonderburg-Norburg | Federico di Schleswig-Holstein-Sonderburg-Norburg |  |  |       |  |  |                     |  |  |                     |  |
|                                             |                                      | Elisabetta Giuliana di Schleswig-Holstein-Sonderburg-Norburg | Eleonora di Anhalt-Zerbst                         |  |  |       |  |  |                     |  |  |                     |  |
| Carlotta Cristina di Brunswick-Wolfenbüttel |                                      | Elisabetta Giuliana di Schleswig-Holstein-Sonderburg-Norburg |                                                   |  |  |       |  |  |                     |  |  |                     |  |
|                                             |                                      | Alberto Ernesto I di Oettingen-Oettingen                     | Gioacchino Ernesto di Oettingen-Oettingen         |  |  |       |  |  |                     |  |  |                     |  |
|                                             |                                      | Alberto Ernesto I di Oettingen-Oettingen                     | Gioacchino Ernesto di Oettingen-Oettingen         |  |  |       |  |  |                     |  |  |                     |  |
|                                             |                                      | Alberto Ernesto I di Oettingen-Oettingen                     | Anna Dorotea di Hohenlohe-Neuenstein-Gleichen     |  |  |       |  |  |                     |  |  |                     |  |
| Cristina Luisa di Oettingen-Oettingen       |                                      | Alberto Ernesto I di Oettingen-Oettingen                     |                                                   |  |  |       |  |  |                     |  |  |                     |  |
|                                             |                                      | Cristina Federica di Württemberg                             | Eberardo III di Württemberg                       |  |  |       |  |  |                     |  |  |                     |  |
|                                             |                                      | Cristina Federica di Württemberg                             | Eberardo III di Württemberg                       |  |  |       |  |  |                     |  |  |                     |  |
|                                             |                                      | Cristina Federica di Württemberg                             | Anna Caterina Dorotea di Salm-Kyrburg             |  |  |       |  |  |                     |  |  |                     |  |
|                                             |                                      | Cristina Federica di Württemberg                             |                                                   |  |  |       |  |  |                     |  |  |                     |  |